# Histura bicornigera
Histura bicornigera es una especie de polilla de la familia Tortricidae. Se encuentra en Colombia.